# Ràdio Salut
Ràdio Salut va ser una emissora de ràdio de Barcelona.

## Història
El projecte d'una emissora especialitzada en temes de salut va néixer de la idea de José María Ballvé (1932-1999), un empresari originari del món de la publicitat, que va anar també propietari de Ràdio Miramar. El 1983 Ballvé, al costat de Luis del Olmo, Jorge Arandes i Francisco Palasí van fundar Radio Salut, SA. Per engegar la nova emissora van arribar a un acord per llogar la freqüència de FM de Ràdio Sabadell (89.1 FM), que funcionava amb el nom d'Antena de Catalunya (emissora que posteriorment, el 1986, acabarien adquirint en propietat). Ballvé va ser el primer president de Ràdio Salut, SA i Arandes, el primer director de l'emissora.
Les emissions de Ràdio Salut es van iniciar el 24 d'octubre de 1983 i els estudis es van situar en el 460 de l'Avinguda Diagonal de Barcelona. Les emissions, que es realitzaven des de la muntanya del Tibidabo, cobrien tota l'àrea metropolitana de la capital catalana.
A la fi dels anys vuitanta i principis dels noranta es van produir diversos canvis en l'accionariat de l'empresa, amb la sortida de Luis del Olmo i Francisco Palasí i l'entrada de Caixa Andorrana de Seguretat Social i Laboratoris Pierre Fabre.
El 1997 Ràdio Salut va arribar a un acord amb Uniprex per associar-se amb Onda Cero i passar a emetre els principals programes d'aquesta cadena i reduint la seva programació pròpia. Paral·lelament, el nom de l'emissora va canviar a Ràdio Salut - Onda Cero.
El 1999 va morir José María Ballvé i, anteriorment, l'any 1997 el seu fill Juan Carlos Ballvé havia substituït a Jorge Arandes com a director de l'emissora.
El 2001 va finalitzar la seva associació amb Onda Cero i al novembre d'aquest any va passar a emetre la programació d'Europa FM, radiofòrmula musical, amb el nom de Ràdio Salut - Europa FM. Aquesta relació va durar fins a 2004, quan Europa FM va ser adquirida per Onda Cero. Aquest any Grupo Recoletos, que estava expandint a nivell nacional Radio Marca, va arribar a un acord amb Ràdio Salut S. A. perquè gestionés el producte de Radio Marca a Barcelona creant Radio Marca Barcelona. A partir d'aquest moment, la freqüència del 89.1 FM va passar a emetre la programació de la cadena esportiva, repartint equitativament les hores de connexió en cadena amb les hores de desconnexió local que produeix Ràdio Salut i que es realitzen des dels estudis de l'Avinguda Diagonal. Dins de la programació s'emeté La Claqueta, programa dedicat al cinema que ha complert 30 anys en antena i que es va emetre des de Barcelona per a tota la cadena.
Malgrat perdre el dial del 89.1 FM, Ràdio Salut va obtenir una freqüència provisional, dins de l'anomenat Pla pilot, en el 100.9 FM de Sant Pere de Ribes (Garraf). D'aquesta manera, durant cinc anys va poder seguir emetent para tota la província de Barcelona amb el nom de Ràdio Salut Catalunya i una programació exclusivament musical. El 2008 Ràdio Salut es va presentar al concurs per obtenir de forma definitiva l'adjudicació de la freqüència, però no li va ser concedida. Finalment, el 2009 Ràdio Salut va cessar les seves emissions per FM i va continuar les seves emissions només per internet.